# Cantanhede (Portogallo)
Cantanhede (kɐ̃tɐ'ɲed(ɨ)) è un comune portoghese di 37 910 abitanti situato nel distretto di Coimbra.

## Società

### Evoluzione demografica
| Popolazione di Cantanhede (1801 – 2004) | Popolazione di Cantanhede (1801 – 2004) | Popolazione di Cantanhede (1801 – 2004) | Popolazione di Cantanhede (1801 – 2004) | Popolazione di Cantanhede (1801 – 2004) | Popolazione di Cantanhede (1801 – 2004) | Popolazione di Cantanhede (1801 – 2004) | Popolazione di Cantanhede (1801 – 2004) | Popolazione di Cantanhede (1801 – 2004) |
| --------------------------------------- | --------------------------------------- | --------------------------------------- | --------------------------------------- | --------------------------------------- | --------------------------------------- | --------------------------------------- | --------------------------------------- | --------------------------------------- |
| 1801                                    | 1849                                    | 1900                                    | 1930                                    | 1960                                    | 1981                                    | 1991                                    | 2001                                    | 2004                                    |
| 10 759                                  | 14 967                                  | 27 796                                  | 33 696                                  | 41 303                                  | 38 717                                  | 37 140                                  | 37 910                                  | 38 590                                  |

## Freguesias
- Ançã
- Cadima
- Cantanhede e Pocariça
- Cordinhã
- Covões e Camarneira
- Febres
- Murtede
- Ourentã
- Portunhos e Outil
- Sanguinheira
- São Caetano
- Sepins e Bolho
- Tocha
- Vilamar e Corticeiro de Cima